# 道林镇
道林镇是中国湖南省宁乡市下辖镇。位于宁乡市东南部，处宁乡市、岳麓区与湘潭市雨湖区三市区交汇处。地缘上，道林辖域北与岳麓区莲花镇接壤，东南部与岳麓区含浦镇（鉴子村）、雨湖区响塘乡毗邻，西与大屯营乡、花明楼镇交界。辖域面积112.4平方公里，人口5.1万人（2000年人口普查54,500人）。

## 词源学
南宋时期，谢英居住在这里，将这里命名为“道林”。

## 历史
于1995年由原道林镇、金华乡和善山岭乡合并设立。

## 区划
截止2016年，下辖8个村1个社区，道林社区，金华村、靳水村、金华村、善山岭村、鑫星村、华鑫市村、河东新村、龙泉湖村和石金村。

## 地理
靳江流经道林镇。

## 教育
- 小学：道林镇中心小学、道林希望小学、莘田完全小学、道林镇大界学校
- 中学：道林中学

## 交通
长韶娄高速公路和岳临高速公路经过道林镇。
沪昆高速公路、许广高速公路穿过道林镇。
省道S219往东北到莲花镇。
道善公路往北和省道S219交汇，往东南和许广高速公路在南谷互通交汇。
县道X087往西北到花明楼镇。
县道X089往西南到大屯营镇。
县道X088往南方到云湖桥镇。

## 出身名人
- 谢英：南宋诗人、学者。
- 李泽厚：哲学家。
- 鲁实先：历史学家。
- 蒋沛昌：科学家。
- 鲁敢：企业家。
- 鲁涤平：政治家。
- 杨达章：将军。